# Miguel de Sisi
Miguel de Sisí (Segovia, 8 de mayo de 1694 – Piedrahíta (Ávila), 20 de febrero de 1765) fue un maestro ensamblador y tallista.

## Biografía
Nacido en la Ciudad de Segovia, procedente de una familia de origen flamenco asentada en la ciudad de Arévalo en las décadas de 1620-1630, puesto que su bisabuelo Antonio Sisí Revilada procedía del Obispado de Cambrai en el Reino de Flandes, y ya figura residiendo en Arévalo en el censo de 1611, y su otro bisabuelo Onofre Duem (o Dueme) también era valón. Era hijo de D. Antonio de Sisí Dueme (Arévalo, 1666 - Arévalo, 1741) y de Doña María París de Arroyo (Segovia, 1669-¿?).

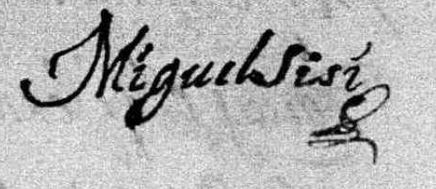
Firma de Miguel Sisí.[https://www.familysearch.org/ark:/61903/3:1:S3HT-DWB9-Z2M?i=1057&cc=1851392&cat=789189

Residió, sobre todo, en  Arévalo y Piedrahíta, donde desarrolló su labor profesional de ensamblador y tallista, destacando algunas de sus obras, en muchos casos deducidas y no seguras, como el retablo de San Andrés para la Iglesia de La Asunción de Piedrahíta, junto a su hermano José de Sisí, en 1721; un retablo para Santa Águeda en la iglesia de Puente del Congosto, encargado entre 1746 y 1748, el cual no se conserva; así como perito en diversas tasaciones de trabajos realizados por otros maestros.
Su hermano José trabajó también en las obras de la capilla de San Frutos de la Catedral de Segovia. Igualmente, es posible que se haga referencia a su medio hermano Francisco Javier Sisí Muñoz con respecto al «Francisco Sisí» ensamblador y entallador que realizó el retablo para la cofradía de la Esclavitud del Santísimo Sacramento de Villacastín en 1775 y se encargó del blanqueamiento y picado de la talla de San Ignacio de Loyola en la portada de la Iglesia de Santiago de Arévalo.

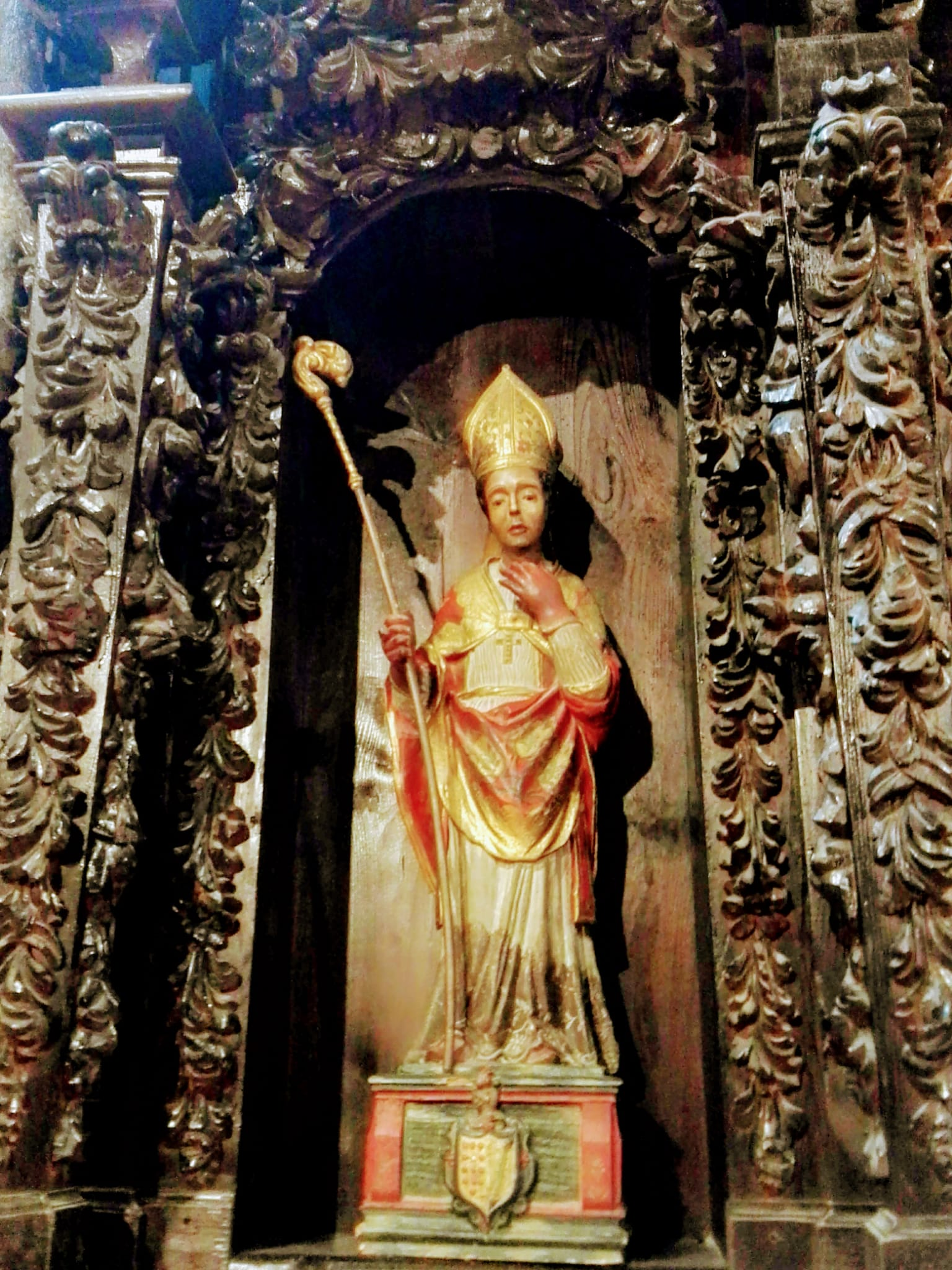
Talla de San Blas en el Retablo de San Andrés, Iglesia parroquial de Piedrahíta

Desempeñó, asimismo, los oficios de ministro de vara, alcaide de la Real Cárcel y portero del Ayuntamiento de Piedrahíta. Estuvo casado con doña Teresa de Atienza y Velasco (Arévalo, 1703 -  Piedrahíta, 1780), hija de don Paulino de Atienza y Carnicero y de doña Ana de Velasco y Albornoz, con quien tuvo varios hijos:
- Manuel de Sisi Atienza: de oficio carpintero.[8]
- Nicolás de Sisi Atienza: de oficio panadero y medidor de sal.[10]
- María de Sisi Atienza: casada con Alonso Esteban Sanz y vecina de Ojos-Albos.
- Manuela de Sisi Atienza.
- Francisca de Sisi Atienza.
- Bárbara de Sisi Atienza.

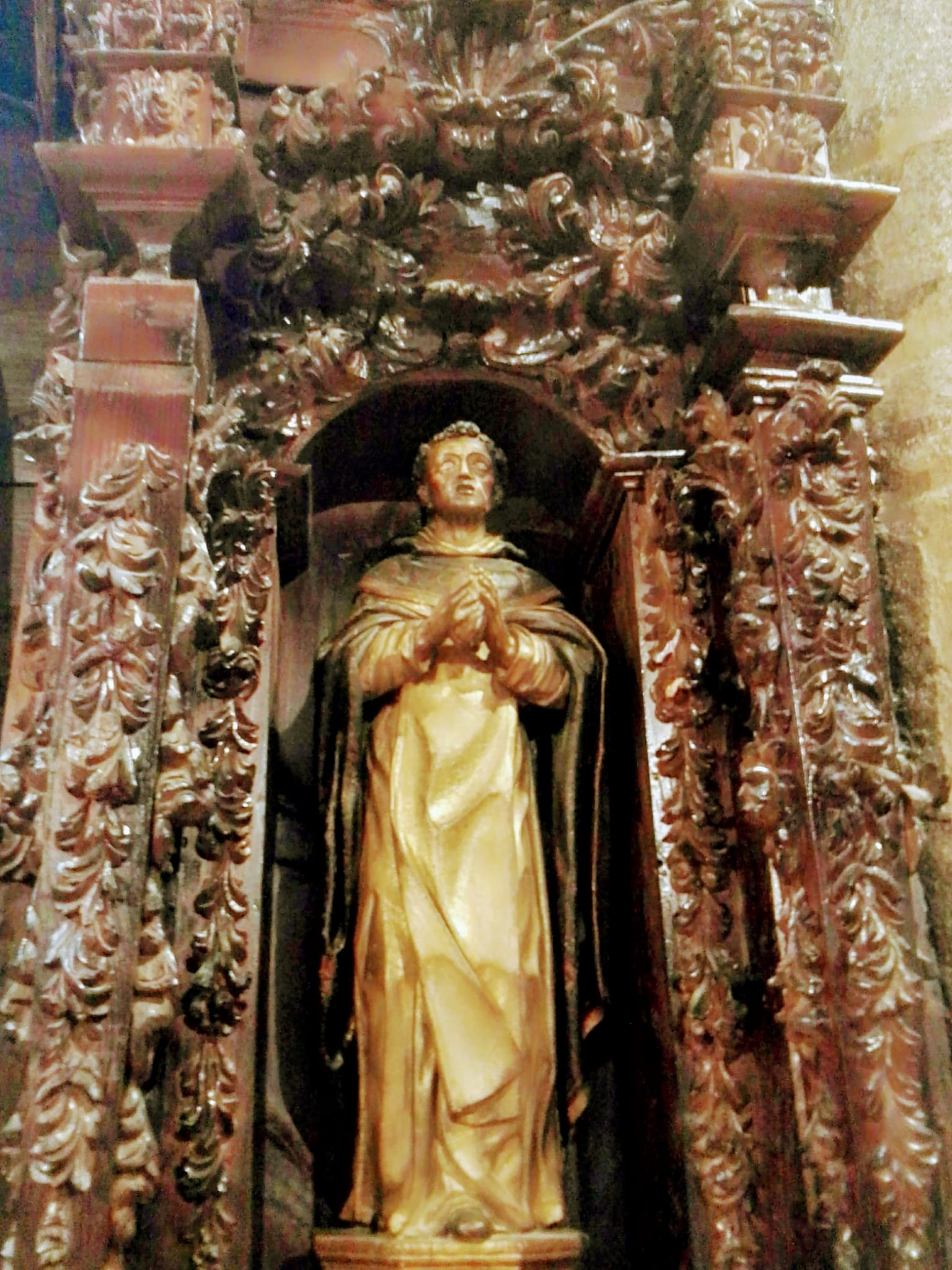
Talla de Santo Domingo de Guzmán en el Retablo de San Andrés, Iglesia parroquial de Piedrahíta

Falleció en  Piedrahíta el 20 de febrero de 1765.